# 美保関事件
美保関事件（みほのせきじけん）とは、1927年（昭和2年）8月24日に大日本帝国海軍で夜間演習中に起こった艦艇の多重衝突事故である。美保関沖事件、美保ヶ関事件ともいう。

## 概要
日本海軍は、ワシントン海軍軍縮条約（大正10年11月締結）の結果として保有主力艦艇の総排水量を制限された。連合艦隊司令長官加藤寛治大将は東郷平八郎元帥から激励された「訓練に制限無し」を掛け声として、1926年（大正15年）11月以来、猛訓練と個艦優秀主義によって戦力の劣勢を補おうとした。
翌1927年（昭和2年）8月24日、島根県美保関沖での徹夜の夜間無灯火演習中に川内型軽巡洋艦2番艦「神通」（第五戦隊3番艦。神通艦長水城圭次大佐）と駆逐艦「蕨」（第一水雷戦隊、第27駆逐隊。蕨駆逐艦長五十嵐恵少佐）が衝突事故を起こし、「神通」は艦首を喪失して大破、「蕨」は沈没した。このとき「神通」を避けようとした後続の川内型3番艦「那珂」（第五戦隊4番艦。那珂艦長三戸基介大佐）も駆逐艦「葦」（第一水雷戦隊、第27駆逐隊。葦駆逐艦長須賀彦次郎少佐）に衝突、両艦も大破した。一連の経緯により、事故発生時の神通艦長水城圭次大佐は自決した。
これを美保関事件と称する。

## 経緯

### 編成
1927年8月24日、島根県美保関沖に日本海軍・連合艦隊（第一艦隊、第二艦隊）の主要艦艇が集結した。同町沖で行われた第八回基本演習（夜間無灯火演習）において、第五戦隊（司令官清河純一中将：第1小隊〈加古、古鷹〉、第2小隊〈神通、那珂〉）および第二水雷戦隊（司令官八角三郎少将：旗艦〈夕張〉、第22駆逐隊〈第27号〔皐月〕、第28号〔水無月〕、第29号〔文月〕、第30号〔長月〕〉、第26駆逐隊〈柿、楡、栗、栂〉、第27駆逐隊〈菱、菫、蕨、葦〉、第29駆逐隊〈第11号〔追風〕、第13号〔疾風〕、第15号〔朝凪〕、第17号〔夕凪〕〉、第30駆逐隊〈第19号〔睦月〕、第21号〔如月〕、第23号〔弥生〕、第25号〔卯月〕〉）は乙軍を編制し、夜間雷撃訓練を実施する。那珂には伏見宮博義王（海軍大尉）が、同艦水雷長として勤務していた。
この時、本来第一水雷戦隊（司令官高橋寿太郎少将：旗艦「龍田」）に所属する第26駆逐隊（柿、楡、栗、栂）と第27駆逐隊（菱、菫、蕨、葦）は、第二水雷戦隊（旗艦「夕張」）に臨時編入され、前述のように乙軍として行動することになった。指揮系統の違う部隊を組み込んだ臨時編制に、第一水雷戦隊先任参謀小沢治三郎中佐は危機感を覚えた。小沢参謀は連合艦隊司令部に意見具申をおこなったが、加藤長官の意向を受けていた連合艦隊参謀長高橋三吉少将と連合艦隊先任参謀近藤信竹中佐は、発令通りの夜間演習を実施した。
対する甲軍は、加藤寛治連合艦隊司令長官率いる第一艦隊の戦艦群（長門型戦艦〈長門、陸奥〉、伊勢型戦艦〈伊勢、日向〉）、第二艦隊（司令長官吉川安平中将：戦艦〈金剛、比叡）等と軽巡4隻（鬼怒、阿武隈、龍田、由良）で編制されていた。
演習想定は、主力艦隊（甲軍）が舞鶴方面に退却するのを水雷戦隊が追撃するもので、闇の中を全部消灯で秒速27mの大速力を出しながら行う厳しい訓練であった。

### 事故発生
同日（8月24日）午後11時過ぎ、第五戦隊第2小隊（神通、那珂）は戦艦部隊を仮想敵（甲軍）にみたてて接近中、戦艦2隻（伊勢、日向）や軽巡複数隻（由良、龍田）等から照射を受けた。特に龍田の探照燈に捉えられた「神通」は攻撃の機会を失ったと判定され、「那珂」とともに右へ旋回する。すると第五戦隊第2小隊（神通、那珂）は後続していた第五戦隊第1小隊（加古、古鷹）および第26駆逐隊（柿、楡、栗、栂）、第27駆逐隊（菱、蕨、葦、菫）の一群に突っ込んだ。これにより「神通」と第27駆逐隊2番艦「蕨」が衝突、ボイラーを粉砕された「蕨」は爆発を起こし、真っ二つに分断されて沈没した（蕨殉職者、五十嵐艦長ほか91名）。遺体は殆ど回収できなかった。「神通」は艦首から1番砲塔直下まで船体下部を失った。
一方、2隻（神通、蕨）の衝突を見て避けようとして転舵した後続の「那珂」は、第27駆逐隊3番艦「葦」（葦駆逐艦長須賀彦次郎少佐）と衝突。「那珂」は艦首を、「葦」は艦尾を大破した（葦殉職者27名）。「那珂」の損傷は「神通」程ではなかったが、それでも船体艦首下部を失う大きな損傷を受けた。「葦」は艦体後部をもぎとられた。事故を受け、衝突現場に居合わせた各艦（加古、古鷹、伊勢、鬼怒、阿武隈、由良、龍田）等は協力して沈没艦と損傷艦の救援に従事した。陸奥艦載機や能登呂・鳳翔艦載機も捜索に従事した。
その後、自力航行可能だった「那珂」は金剛型戦艦2番艦「比叡」と古鷹型重巡1番艦「古鷹」に護衛されて舞鶴へむかった。「神通」は金剛型1番艦「金剛」に曳航され、古鷹型2番艦「加古」の護衛下で同港へ向かった。「葦」は長良型6番艦「阿武隈」に曳航され同港へむかった。当時の舞鶴工作部は吹雪型駆逐艦複数隻（第35号駆逐艦〈吹雪〉、第37号駆逐艦〈初雪〉）等の建造に追われており、その中で最初に「那珂」を修理した。次に「神通」を修理する事になったが、その際に姉妹艦「那珂」に準じた改正が施された。スプーンバウから凌波性に優れたダブルカーブドバウへの変更であり、川内型2隻（神通、那珂）の外見上の特徴となっている。艦首改造工事に関して「神通」は応急修理を施したうえで呉に回航され、翌年3月まで修理に従事した。
8月26日、連合艦隊司令長官加藤寛治大将（戦艦長門艦上）は新聞記者達に対し「今回の事件に多数の部下と艦とを損傷したことは長官としても恐くの至りである。しかしながらこゝに考へて頂きたいことは我々としてはベストをつくして訓練をやつた、もつとも眞劍な訓練と絶對保安とはなかなか兩立しがたいものである。戰艦も驅逐艦も近來夜間戰闘の最新戰術をつくしてやつてをつた。從つて困難な作業はもつとも眞劍に行はれてゐた、一秒間二十八メーターの高速力をだしてアツと思つたせつ那は三十メーターといふ有様であつた、故に一面また今度の遭難は不可抗力といひ得るものである、尚遭難者捜査については全力を擧げてつとめてをる」とのコメントを発表した。
事故の詳細は、前年に即位したばかりの昭和天皇（当時26歳）にも海軍次官大角岑生を通じて伝えられた。天皇は侍従武官住山徳太郎を慰問使として派遣した。8月30日には海軍大臣岡田啓介も参殿し、経過を奏上した。9月1日、日本海軍は殉職者合同葬儀を実施する。
9月15日、「蕨」は除籍された。10月7日附で水城圭次大佐は神通艦長を免じられて横須賀鎮守府附となり、装甲巡洋艦「吾妻」艦長三矢四郎大佐が、吾妻艦長と神通艦長の兼務を命じられた。
現在、事件現場付近の美保関灯台と境港市の台場公園に慰霊碑が建立されており、長崎県佐世保市の海軍墓地にも蕨と葦の犠牲者の殉難者忠魂碑が建立されている。

## 損害

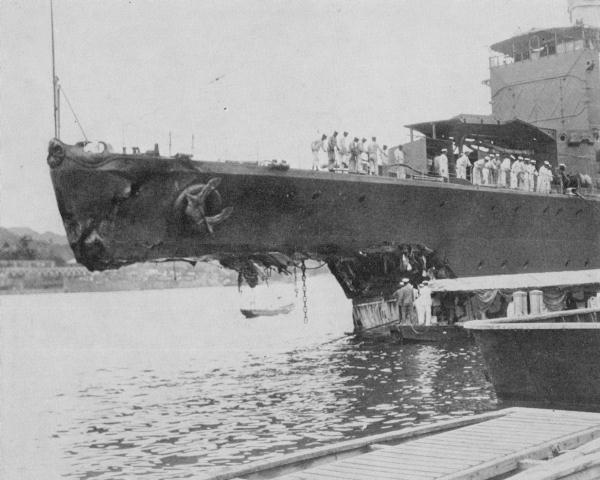
艦首を大破した「神通」。

- 神通 蕨と衝突

軽巡洋艦 神通 大破
駆逐艦 蕨 沈没 死者92名
- 葦 那珂と衝突

軽巡洋艦 那珂 中破
駆逐艦 葦 大破 死者28名

## 処分
海軍省法務局は業務上過失・艦船覆没・業務上過失致死罪で、事故発生時の神通艦長水城圭次海軍大佐を起訴、横須賀鎮守府軍法会議（判士長立野徳治郎海軍少将）が審問したが、水城大佐は判決前日の12月26日に自宅で自決。告別式は12月28日に水交社で行われた。この時、伏見宮博恭王（当時、軍事参事官）は鈴木貫太郎軍令部長や岡田啓介海軍大臣の反対（御付武官の差遣が妥当との意見）を押し切り、通常礼装で告別式に赴いて拝礼、遺族を感激させた。海軍省は特旨により水城の海軍少将進級を計画したが、遺族が辞退したために日の目を見なかった。ただし、海軍有志の手により水城の慰霊碑が建立されている。なお水城自決の一報をアメリカ滞在中に聴いた山本五十六大佐は、三和義勇補佐官が「死んでも仕方がない」と発言したことに対し、「死をもって責に任ずるということは我が武士道の根本である。その考えが腹の底にあればこそ人の長としてもお勤めができる」と厳しく叱責した。
最大の責任者とみなされていた水城大佐が自決したことで、事件当時第27駆逐隊司令の倉田弘保中佐が責任を追及されることになった。1928年（昭和3年）3月13日、倉田は謹慎60日処分を言い渡されたが、発令直前に取り消しとなり、大佐進級後に除隊した。
過重な訓練を課した加藤寛治連合艦隊司令長官や高橋三吉連合艦隊参謀長は責任を問われなかった。また批難や抗議に対し高橋三吉参謀長が「訓練を緩めましょうか」と進言すると、加藤長官は「いくら世間から攻撃非難あるも構はん、やれやれ。年度の始めに訓示した通りの決意に変りはない。米国には勝たねばならぬのだ」と答え、引き続き猛訓練を行う決意を示したという。
1935年（昭和10年）頃、海軍部内に「加藤寛治を元帥にしよう」という署名活動があった（当時の連合艦隊司令長官は高橋三吉大将）。第二艦隊司令長官米内光政中将は、麾下の重巡洋艦摩耶艦長だった小沢治三郎大佐を招き、署名活動についての意見を聞いた。小沢は「軍人が署名活動なんてとんでもない」「加藤大将は美保ヶ関事件の責任者であり、あの時責任を取らねばならぬ人物だった」と返答している。同年末、加藤は現役を引退して予備役となった。

## 画像集

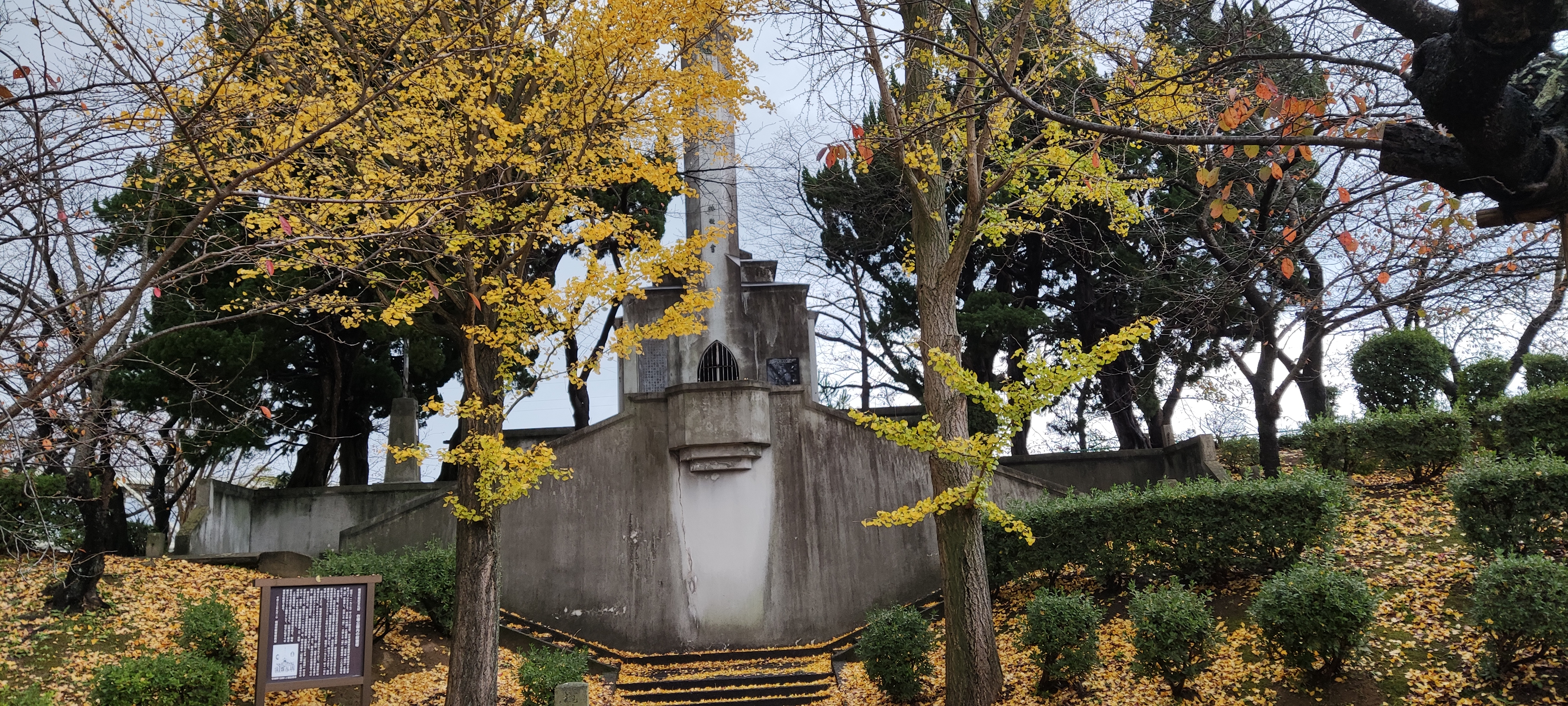
慰霊塔（境港）（鳥取県境港市岬町49境台場公園水木しげるロード近く）
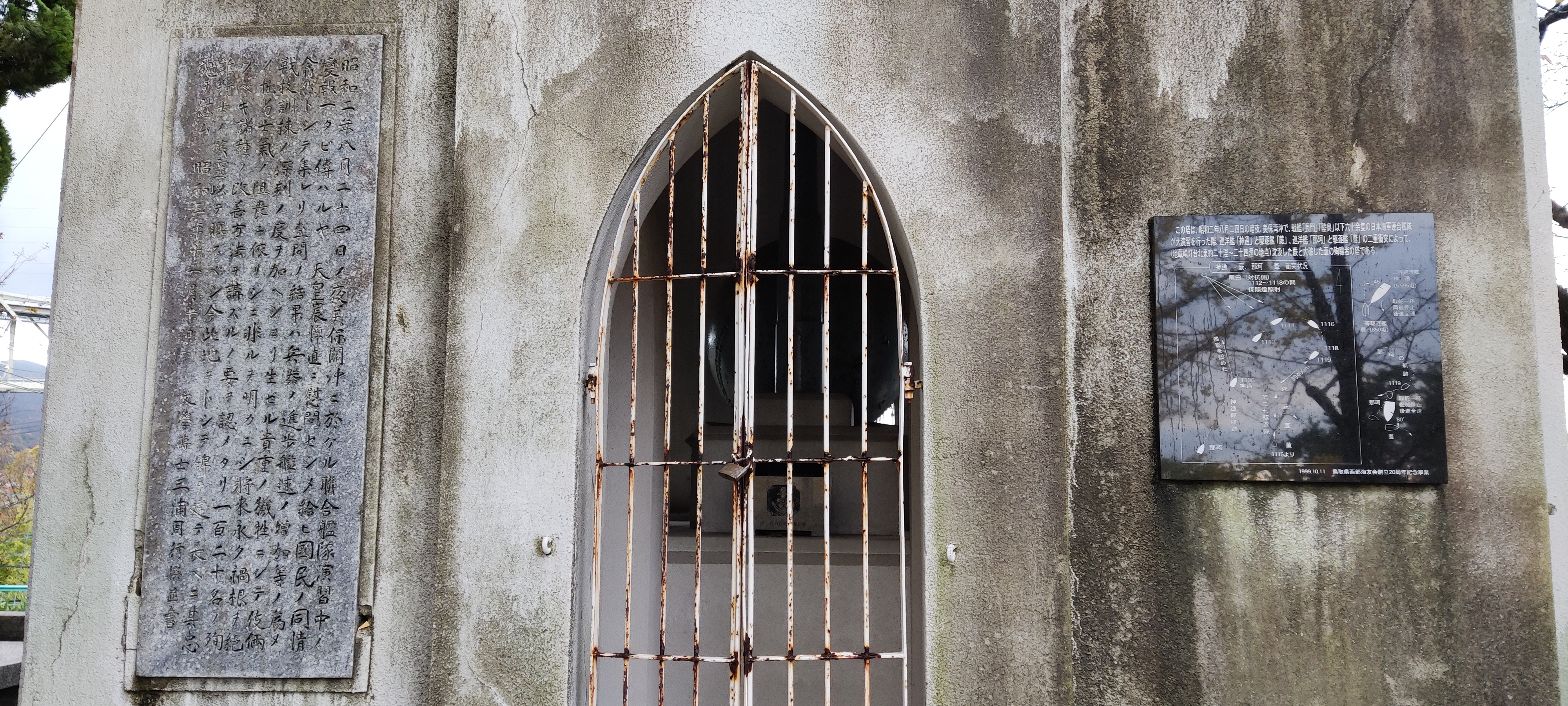
慰霊塔由来説明・事故時艦隊図（境港）（慰霊塔中腹、三浦周行名あり）
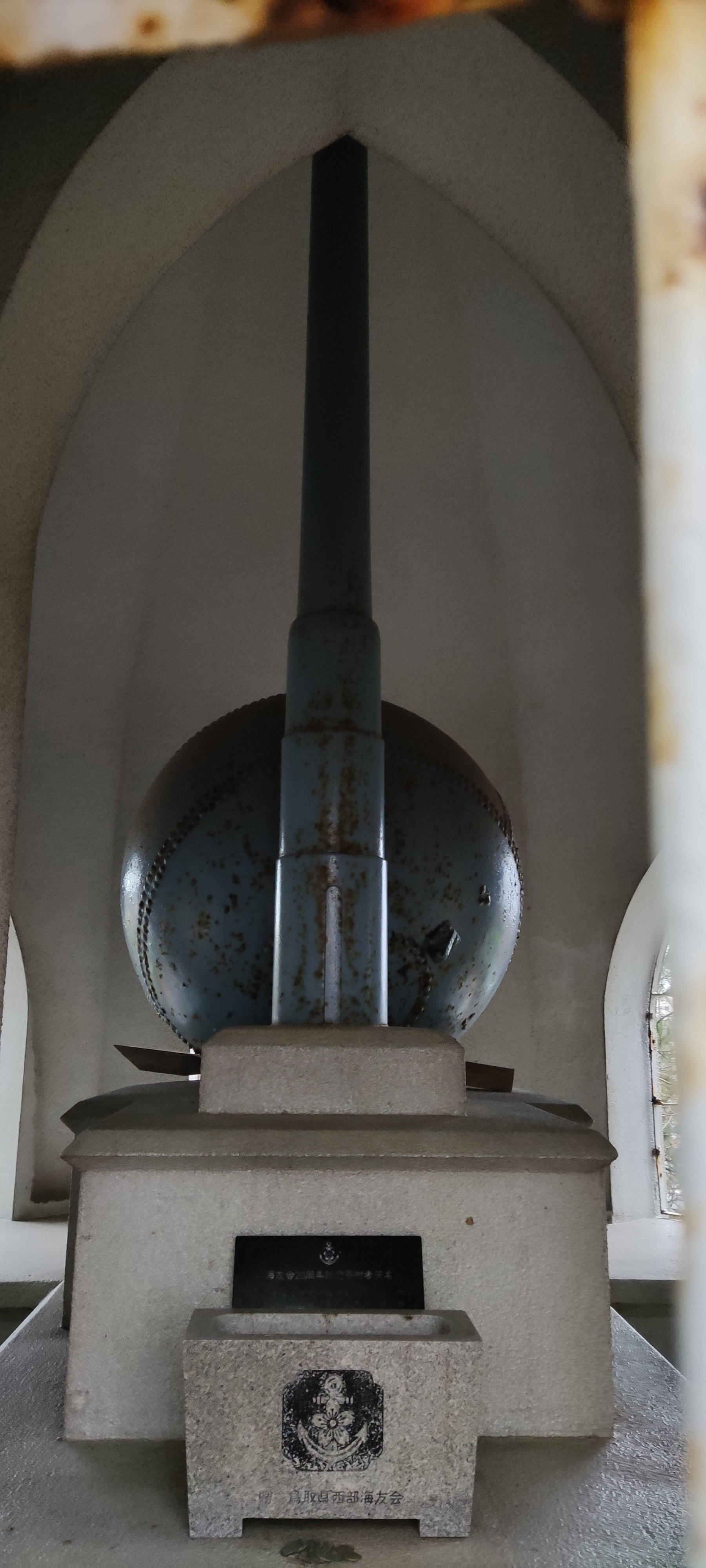
慰霊塔（境港）海軍省下付係留機雷・二等駆逐艦12cm砲身（慰霊塔中腹、内部撮影可能）
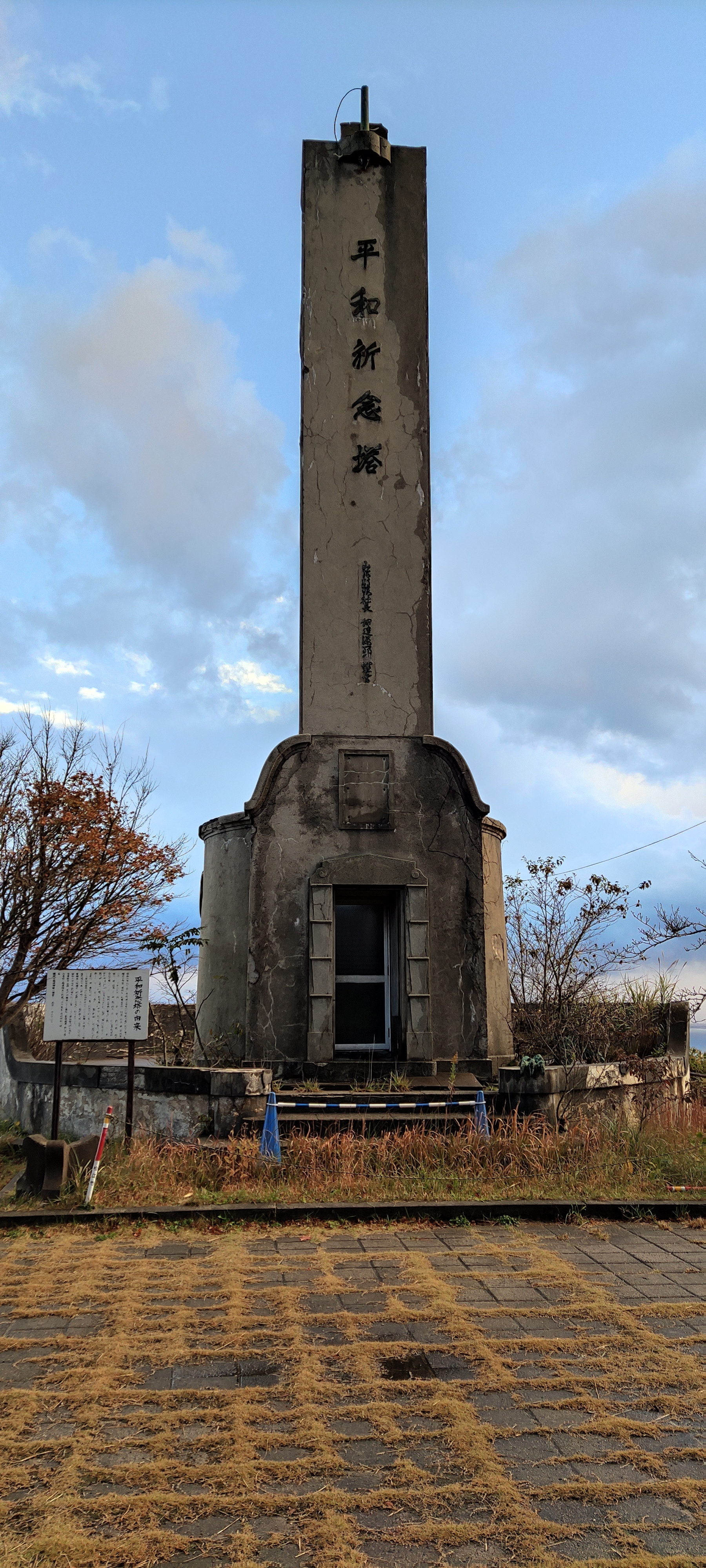
平和祈念塔（美保関）（島根県松江市美保関町美保関723五本松公園）
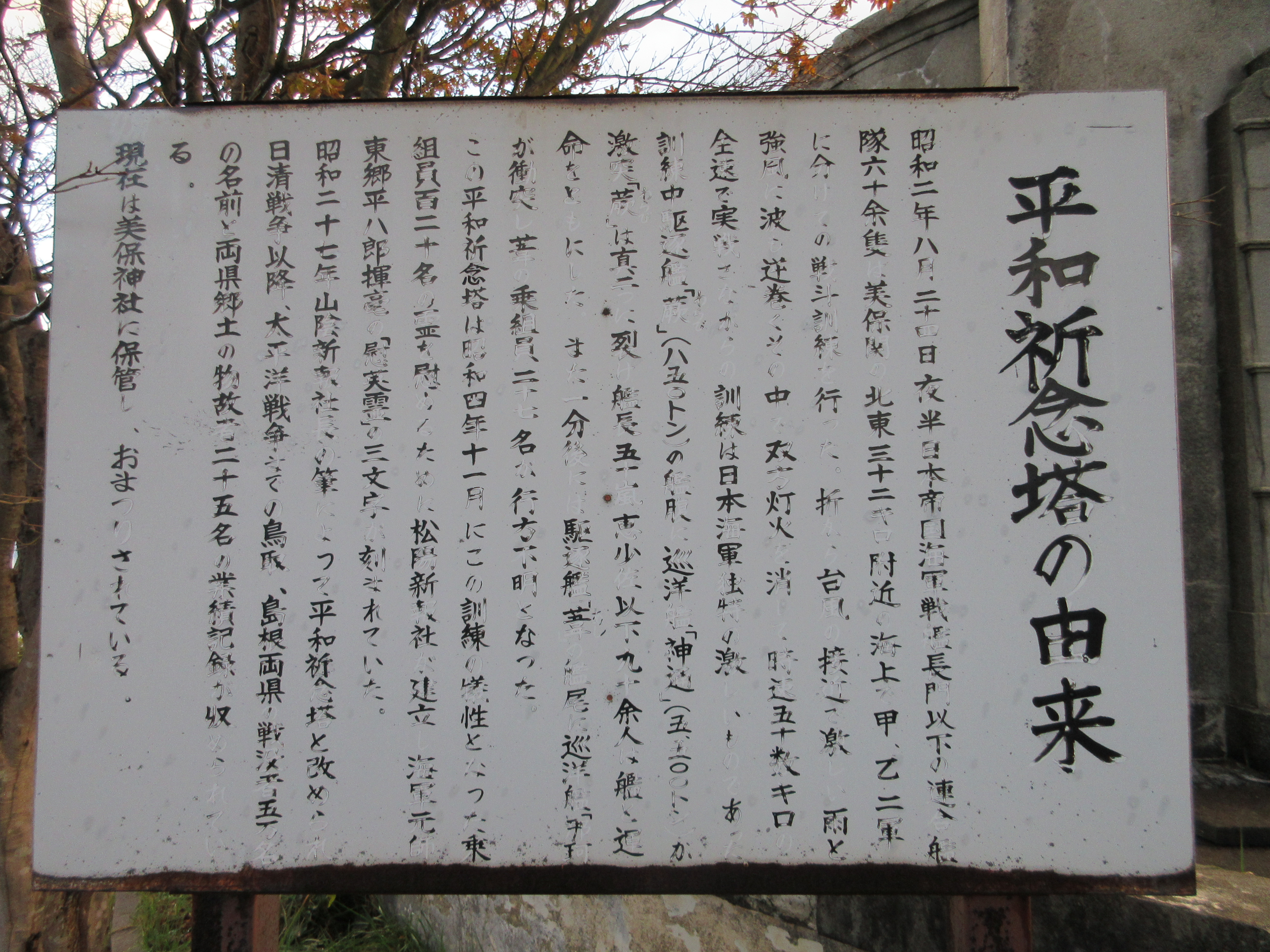
平和祈念塔の由来（美保関）（塔の向って左側）
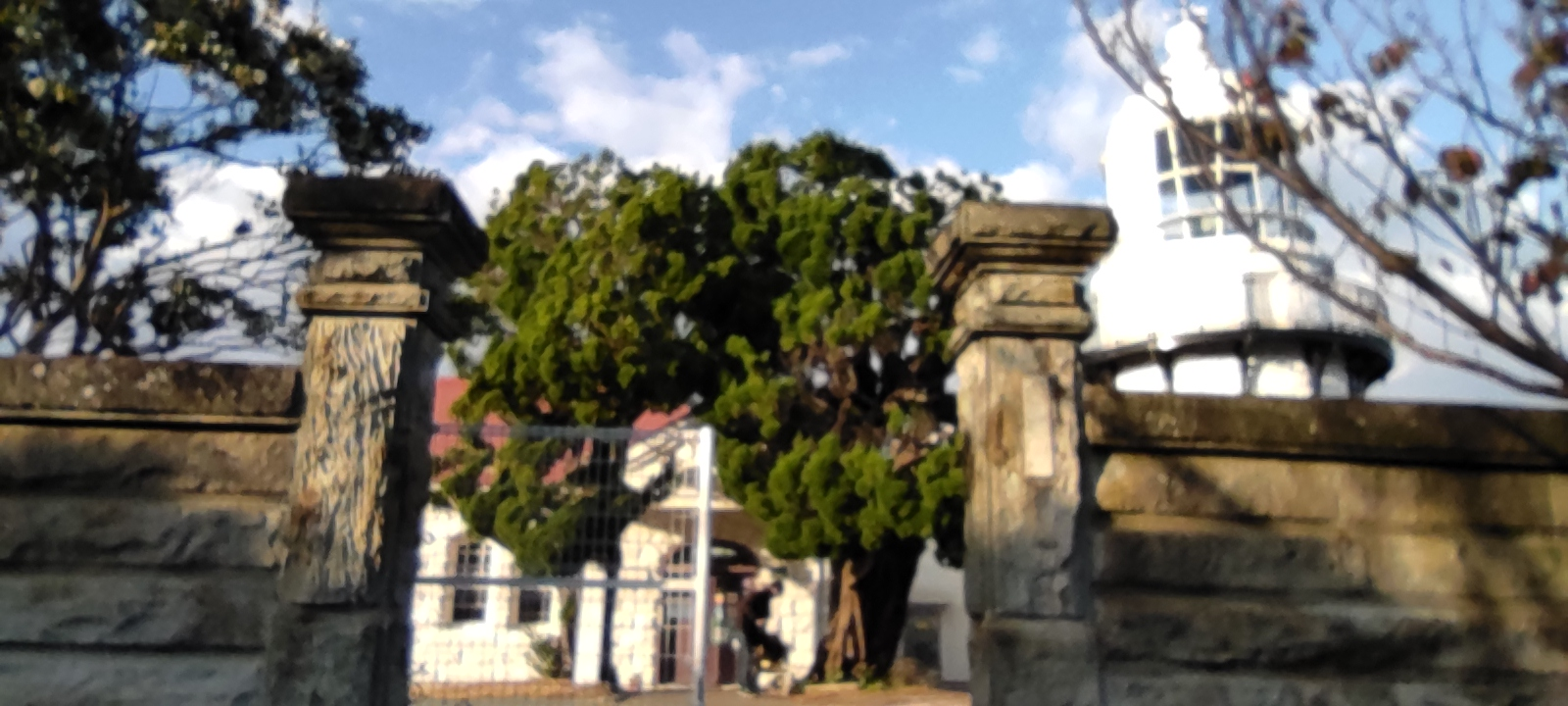
美保関灯台＋ビュッフェ（島根県松江市美保関町美保関1338-10レストラン、中に二等駆逐艦蕨模型あり）
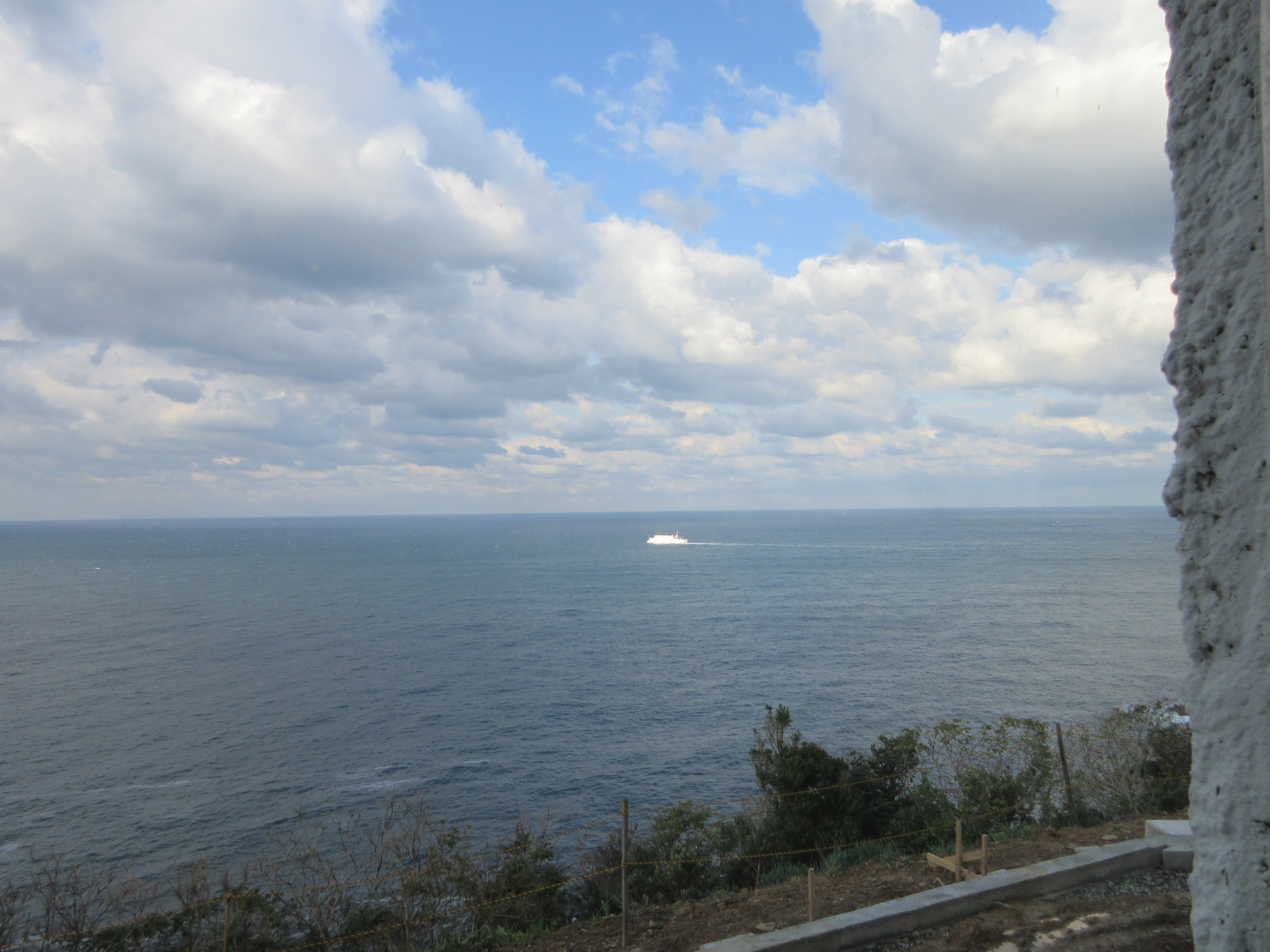
美保関灯台からの日本海遠景（隠岐の島が望め事故現場海域近く）
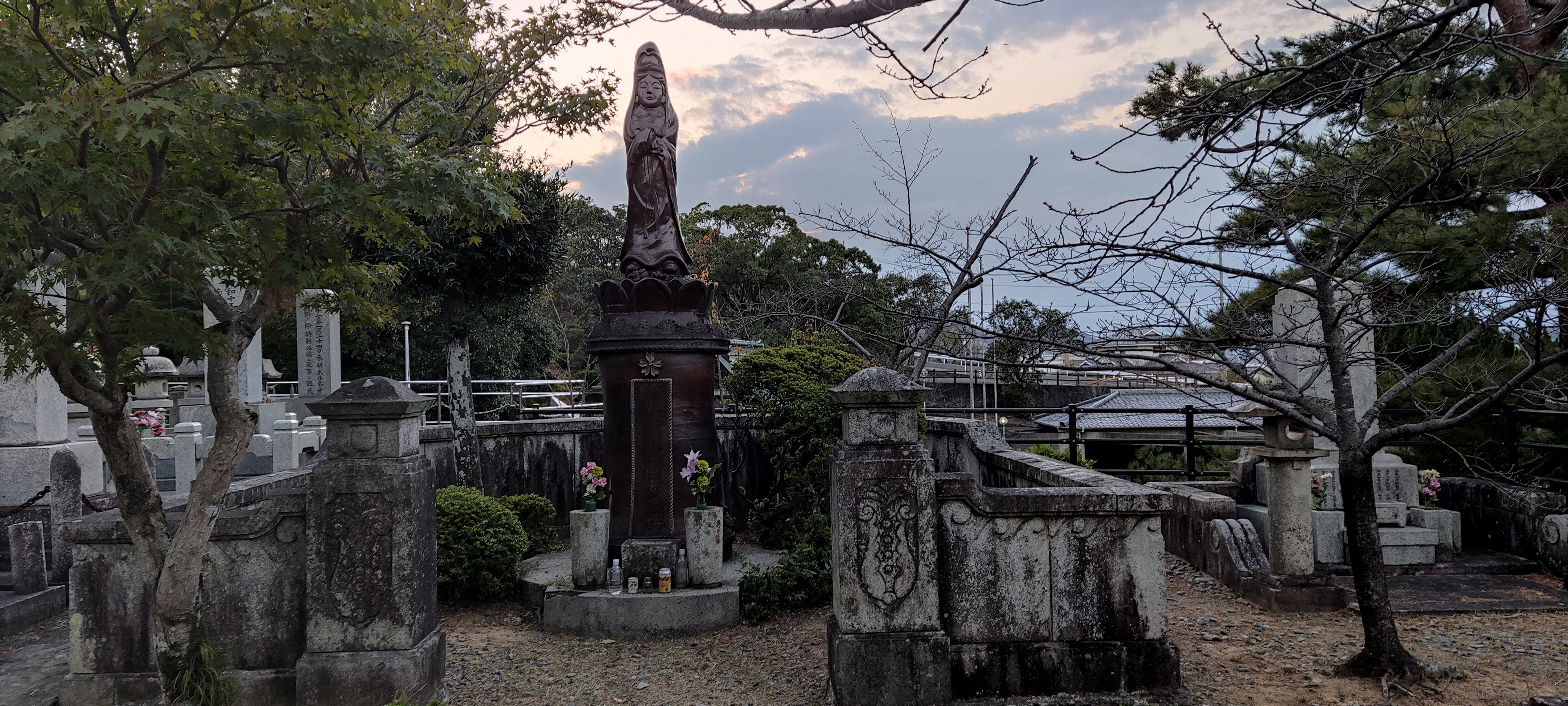
駆逐艦蕨及葦殉職者忠魂碑（佐世保海軍墓地、長崎県佐世保市大宮町31‐26）